# Kaposszerdahely
Kaposszerdahely é um município da Hungria, situado no condado de Somogy. Tem 8,85 km² de área e sua população em 2019 foi estimada em 953 habitantes.